# Vester Hornum
Vester Hornum er en lille by i Himmerland med 503 indbyggere  (2024), beliggende i Vester Hornum Sogn. Byen hører til Vesthimmerlands Kommune og ligger i Region Nordjylland.